# Unitás

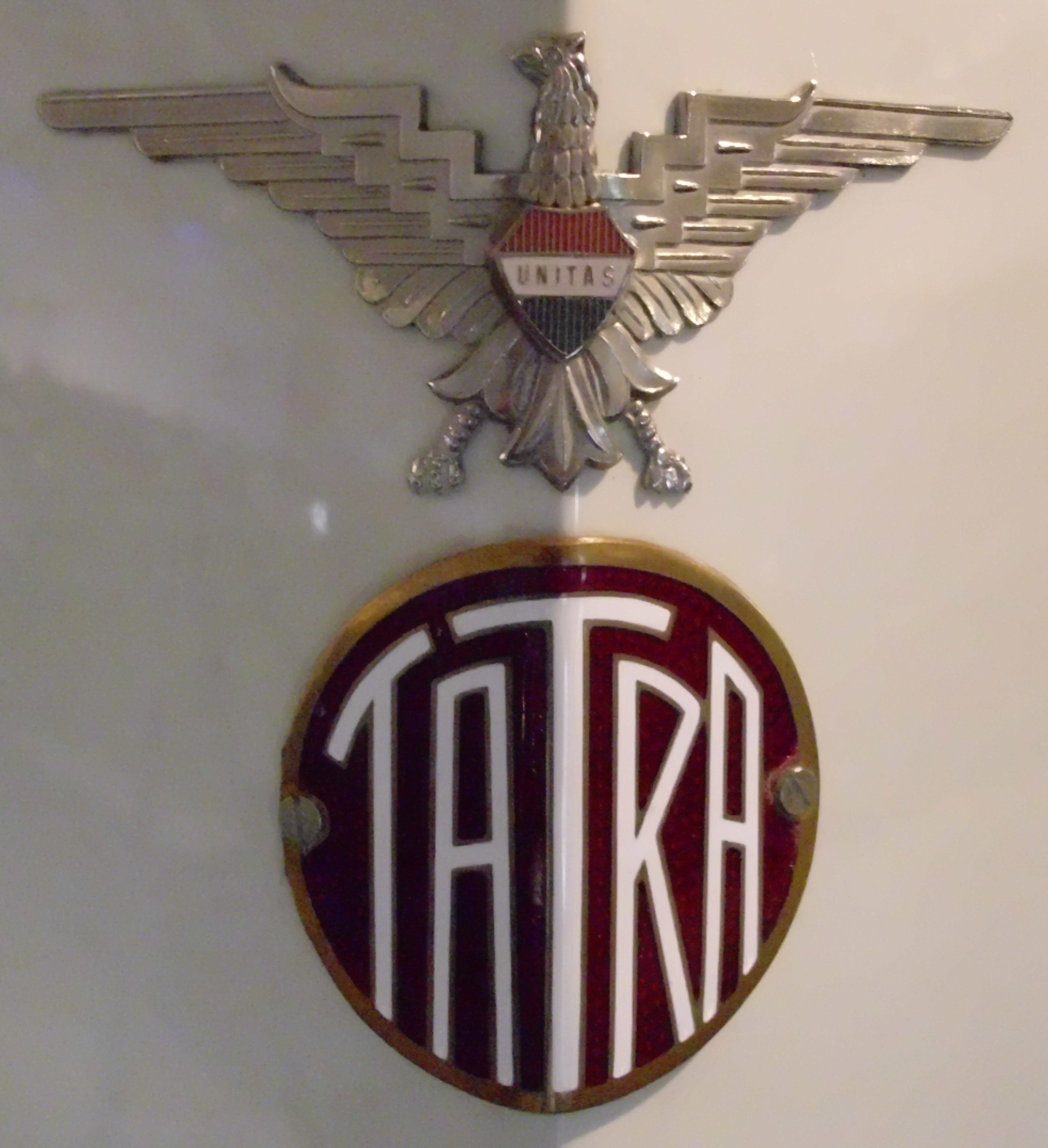
Emblem

Unitás war ein ungarischer Hersteller von Automobilen.

## Unternehmensgeschichte
Das Unternehmen Unitás Automobil Ipari és Kereskedelmi aus Budapest entstand nach Ende des Ersten Weltkriegs. Zunächst wurden Reparaturen durchgeführt und Ersatzteile hergestellt. 1920 fertigte das Unternehmen die Karosserie für den Uher Kleinwagen. 1928 begann die Produktion von Automobilen. Bis 1931 oder 1933 entstanden etwa 500 Exemplaren. Drei Fahrzeuge dieser Marke existieren noch.

## Fahrzeuge
Das einzige Modell war eine Lizenzfertigung des Tatra 12 für den ungarischen Markt. Den offenen Tourenwagen gab es mit zwei und vier Türen. Für den Antrieb sorgte ein luftgekühlter Zweizylinder-Boxermotor.

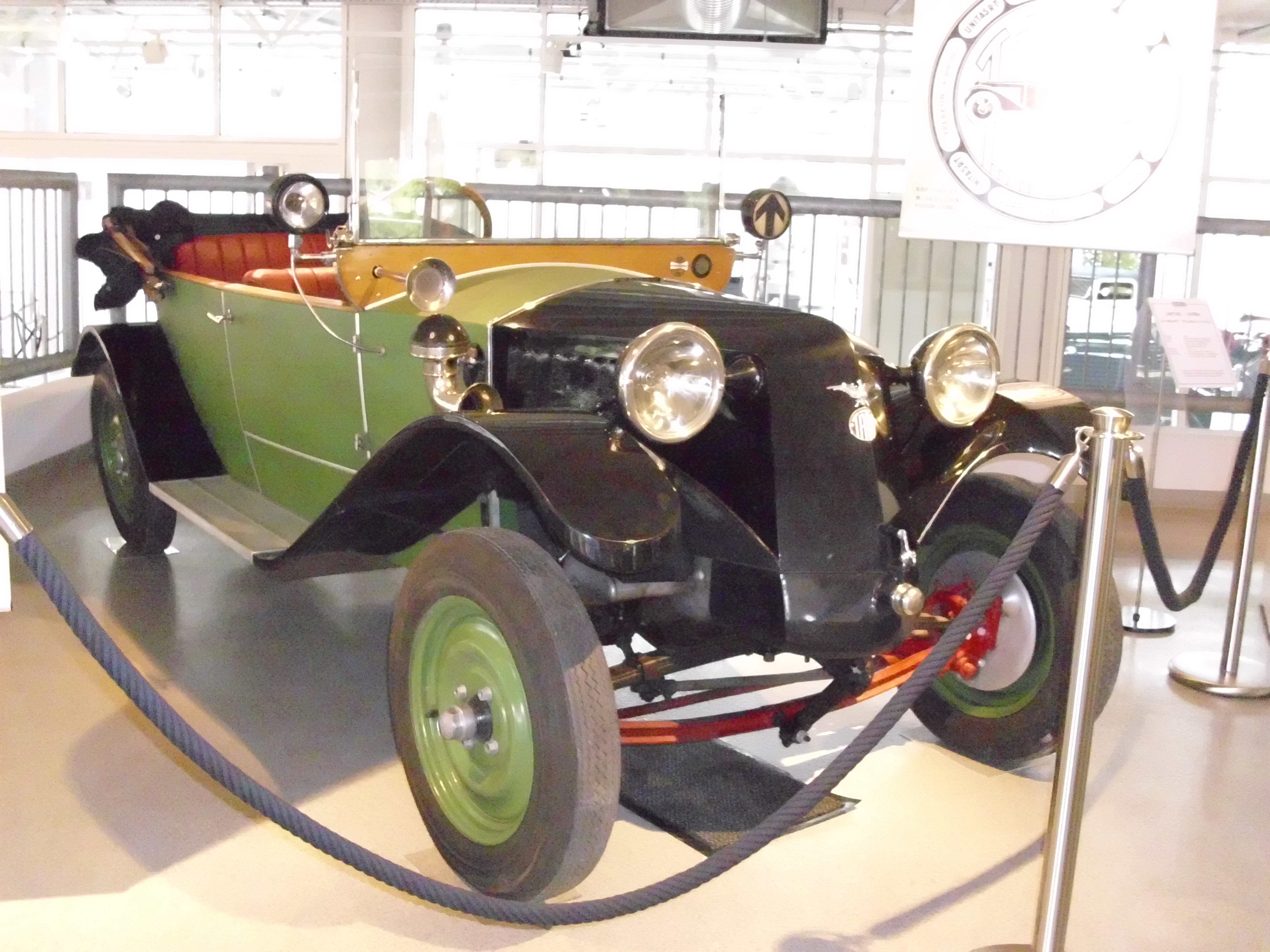
Unitás-Tatra von 1929
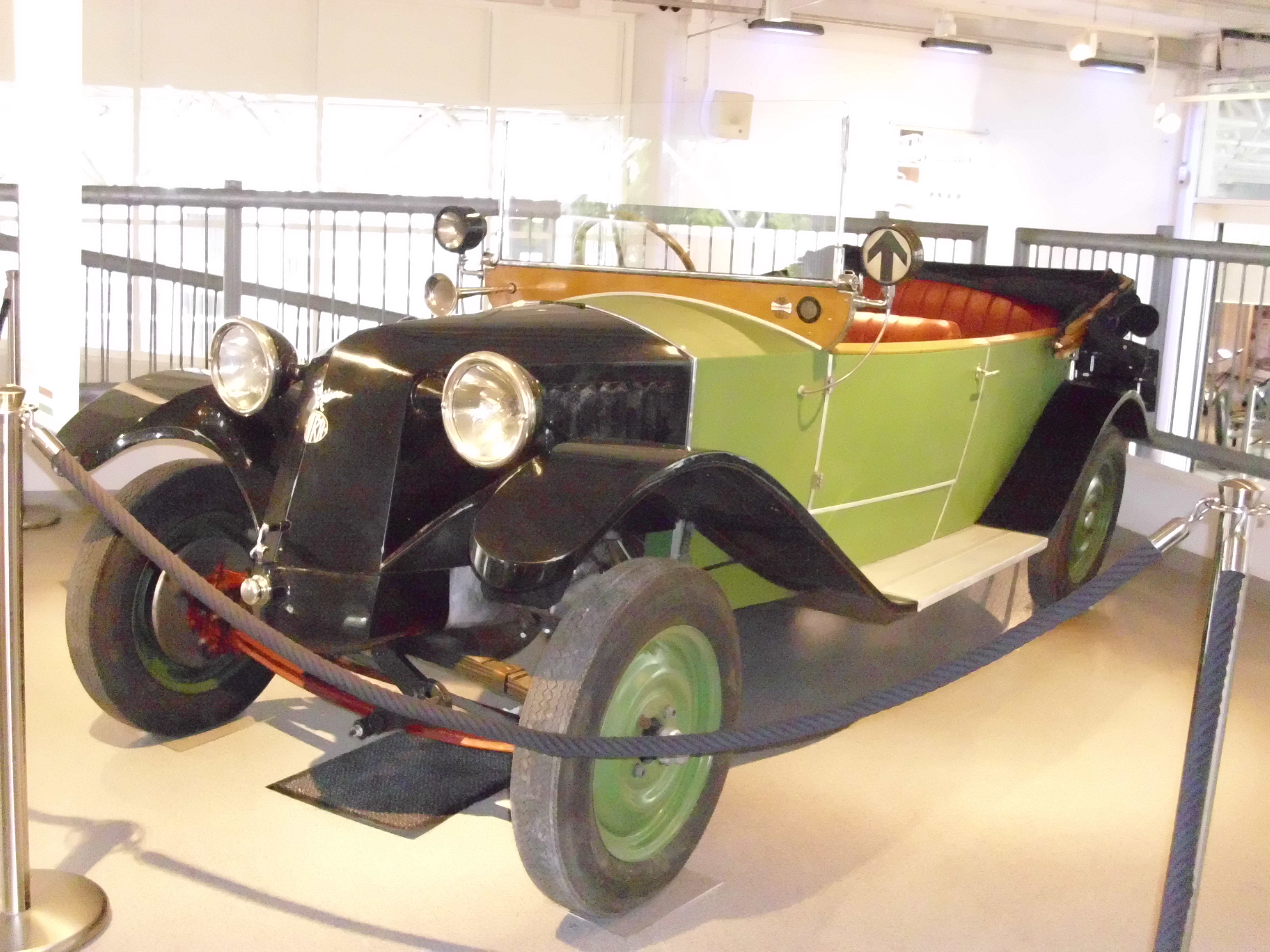
Unitás-Tatra von 1929
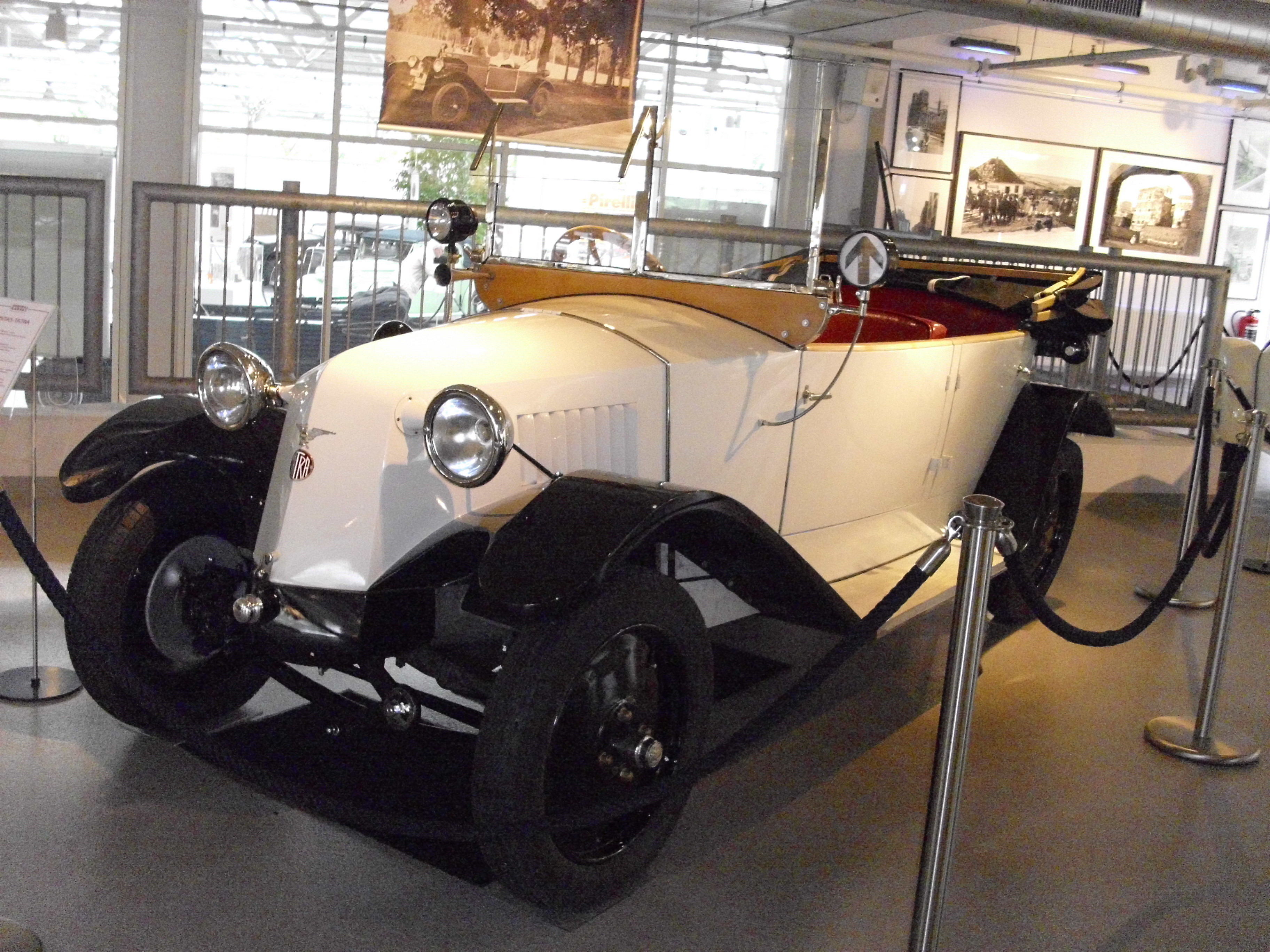
Unitás-Tatra von 1930
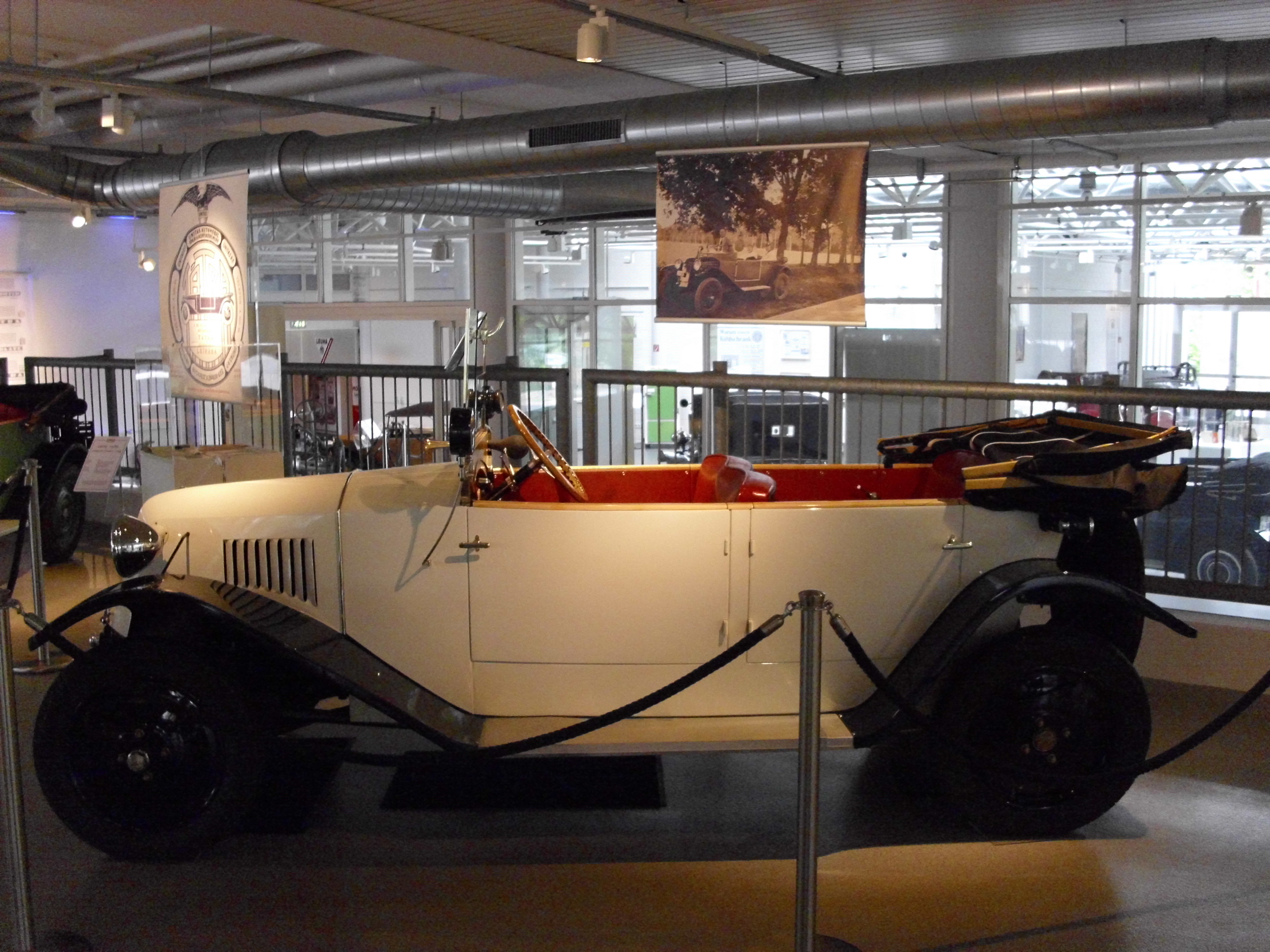
Unitás-Tatra von 1930

Bis Ende November 2011 waren zwei Fahrzeuge in der Central Garage in Bad Homburg vor der Höhe zu besichtigen.